# DOLLS (나인뮤지스의 싱글)
《DOLLS》는 대한민국의 여성 음악 그룹 나인뮤지스의 두 번째 싱글이다. 2013년 1월 24일에 발매되었다.
News 및 Sweet Rendezvous의 출시와 함께 Gyrongree를 추가 한 후 Sungah 회원이 추가 된 첫 번째 릴리스입니다.

## 트랙리스트
| #  | 제목                     | 작사   | 작곡           | 편곡                   | 재생 시간 |
| -- | ------------------------ | ------ | -------------- | ---------------------- | --------- |
| 1. | 〈What Is Love?〉        |        | 안준성         | 안준성, 홍승현         | 1:17      |
| 2. | 〈돌스 (Dolls)〉         | 송수윤 | 한재호, 김승수 | 한재호, 김승수, 홍승현 | 3:26      |
| 3. | 〈쳐다만 봐〉            | 송수윤 | 한재호, 김승수 | 한재호, 김승수, 홍승현 | 3:54      |
| 4. | 〈돌스 (Dolls) (Inst.)〉 |        | 한재호, 김승수 | 한재호, 김승수, 홍승현 | 3:26      |
| 5. | 〈쳐다만 봐 (Inst.)〉    |        | 한재호, 김승수 | 한재호, 김승수, 홍승현 | 3:54      |

## 차트 성적
음반 부문에서는 가온 앨범 차트 주간 9위, 월간 34위를 기록하였다. 음원 부문에서는 타이틀곡 <돌스 (Dolls)>가 가온 디지털 차트 주간 17위, 월간 32위를 기록하였다.